# Список птиц, занесённых в Красную книгу Туркменистана
Список включает виды и подвиды птиц, включённых в третье издание Красной книги Туркменистана (2011).

## Характеристика орнитофауны и история её охраны
Орнитофауна Туркменистана насчитывает 422 вида птиц, относящихся к 188 родам, 58 семействам и 19 отрядам. Видовое разнообразие птиц на территории страны определяется условиями жизни птиц на фоне географического положения страны. Видовой состав орнитофауны на протяжении года изменяется. Одни виды на территории страны встречаются круглогодично и ведут оседлый образ жизни (67 видов), а многие другие виды являются пролётно-зимующими (до 90 видов) и их пребывание в регионе носит временный характер. Пролётно-гнездящихся птиц насчитывается до 171 видов, которые встречаются в пределах Туркменистана в весенне-летнее время. Таким образом, гнездящихся на территории Туркменистана насчитывается 238 видов. Следующая группа — пролетные виды, представители которых пребывают на территории страны временно, только на миграциях весной и осенью — около 62 видов. Ещё одна группа видов — залётные птицы (31 вид), которые могут встречаться в пределах Туркменистана случайно или в силу особенностей распространения на периферии своих природных ареалов в соседних географических областях. Крупные зимовки и места пролёта птиц в Туркменистане расположены на западе страны у побережья Каспийского моря: здесь на территории от Туркменбаши до Эсенгулы в зимний период отмечается до 240 различных пролётных и зимующих видов птиц.
В первое издание Красной книги Туркменистана (1985), тогда ещё как республики в составе СССР, были включены только позвоночные животные: 27 видов млекопитающих, 35 видов птиц, 30 видов пресмыкающихся, 1 вид земноводное, 8 видов рыб. Второе издание Красной книги Туркменистана (1999) включало 152 вида животных, из которых птицы составляли 41 вид. Третье издание Красной книги Туркменистана (2011) включает 149 видов животных, из которых птицы составляют 40 видов.

## Список видов
Данный список объединяет таксоны видового и подвидового уровня, которые были внесены в третье издание Красной книги Туркменистана (2011). Список состоит из русских названий, биноменов (двухсловных названий, состоящих из сочетания имени рода и имени вида) и указанных с ними имени учёного, впервые описавшего данный таксон, и года, в котором это произошло. В четвёртом столбце таблицы для каждого вида приводятся информация распространении на территории страны, численности и лимитирующих факторах. В четвёртом столбце таблицы для каждого вида приводятся информация о его категории природоохранной значимости в Туркменистане. В пятом столбце приводятся информация об охранном статусе вида в Международной Красной книге. Отряды и семейства в списке расположены в систематическом порядке, принятом в настоящее время Международным союзом орнитологов (IOC World Bird List v 8.2). Названия видов приводятся в алфавитном порядке.
Категории природоохранной значимости
Согласно Красному списку МСОП в данном издании Красной книги Туркменистана приняты следующие категории природоохранной значимости видов:
- Категория I (CR). На грани исчезновения — вид (подвид) с интенсивным сокращением численности популяций (более 80 %) и крайне ограниченным ареалом.
- Категория II (EN). Исчезающий — вид (подвид), подверженный сильному сокращению численности популяций (более 50 %), ареал которых интенсивно уменьшается.
- Категория III (VU). Уязвимый — вид (подвид) с низкой численностью популяций (более 30 %) и ограниченным ареалом.
- Категория IV. Редкий — вид (подвид) эндемик, имеющий национальное/региональное значение и известный лишь по нескольким экземплярам (местонахождениям), или реликт (эндемик‑реликт).
- Категория V (DD). Недостаточно изученный — вид, (подвид), численность и ареал которого не стабильны и необходима дополнительная информации о его состоянии.

Обозначения охранного статуса МСОП:
- — виды на грани исчезновения (в критическом состоянии)
- — виды под угрозой исчезновения
- — уязвимые виды
- — виды, близкие к уязвимому положению
- — виды под наименьшей угрозой
- — виды, для оценки угрозы которым не хватает данных
- — виды не представленные в Международной Красной книге

| Иллюстрация                                  | Русское и латинское название, автор таксона                   | Ареал на территории Туркменистана. Численность и лимитирующие факторы | Охранный статус в Красной книге Туркменистана | Статус МСОП                        | Прим.         |
| -------------------------------------------- | ------------------------------------------------------------- | --- | --------------------------------------------- | ---------------------------------- | ------------- |
| Отряд Гусеобразные (Anseriformes)            |                                                               | |                                               |                                    |               |
| Утиные (Anatidae)                            |                                                               | |                                               |                                    |               |
|                                              | Белоглазая чернеть Aythya nyroca (Gueldenstadt, 1770)         | Пролётно‑гнездящийся, частично зимующий вид. Населяет долины крупных рек и Каспий. Птицы встречаются на различных водоёмах, чаще озёрах и водохранилищах с тростниковыми зарослями. В Туркменистане часто встречается по долинам равнинных рек. В 1996—2004 годах на Каспии отмечено 759-5997 особей, в 2008—2010 годах — в среднем 728 птиц. На Келифских озёрах в 1970—2005 годов на зимовке отмечалось от 50 до 5000 особей. Основные лимитирующие факторы: нарушение и уничтожение мест обитания вида в результате изменения и перераспределения водного режима водоёмов, а также неконтролируемая охота. | III (VU)                                      | Вид, близкий к уязвимому положению | [ 7 ] [ 8 ]   |
|                                              | Краснозобая казарка Branta ruficollis (Pallas, 1769)          | Пролётный вид, который встречается в разных частях территории Туркменистана. Обычно встречается на прибрежных участках Каспийского моря, вблизи мелководий и разливов пресных и солоноватых водоёмов. В конце XIX века встречались десятки тысяч зимующих птиц, в 1937—1939 годах только лишь небольшое их количество, а в 1977—1991 года птицы не отмечались. В начале 2000-х отмечены единичные зимующие особи. Основные лимитирующие факторы: исчезновение и нарушения мест обитания, высыхание водоёмов в результате изменения водного режима, неконтролируемая охота. | II (EN)                                       | Уязвимый вид                       | [ 9 ] [ 10 ]  |
|                                              | Мраморный чирок Marmaronetta angustirostris (Menetries, 1832) | Пролётно‑гнездящийся вид, часть птиц зимует. Встречается в низовьях Атрека, по Каракум-реке и Амударье, Мургабу и Теджену. Птицы предпочитают мелководные пресные озёра с илистыми берегами и дном, оазисы, могут встречаться вблизи сельхозугодий. В начале XX века вид был многочисленным в период гнездования, на пролёте и зимовке. В конце 1940‑х годов стал редким на всех водоёмах страны. Возможно, спорадически гнездится по Амударье и прилежащим озёрам. Основные лимитирующие факторы: исчезновение мест обитания в результате изменения водного режима водоёмов, неконтролируемая охота. | III (VU)                                      | Уязвимый вид                       | [ 11 ] [ 12 ] |
|                                              | Пискулька Anser erythropus (Linnaeus, 1758)                   | Пролётно‑зимующий вид. Встречается на водоёмах (крупных озёрах, водохранилищах и т. п.) от Каспийского моря до Амударьи. На рубеже XIX—XX веков в низовьях Атрека зимовали десятки тысяч птиц этого вида. В последние годы вид не встречается на зимовках, но это не исключает возможности его спорадических зимовок на водохранилищах «15‑летия независимости» и Ховузханском, а также других водоёмах. Основные лимитирующие факторы: неконтролируемая охота. | III (VU)                                      | Уязвимый вид                       | [ 13 ] [ 14 ] |
|                                              | Савка Oxyura leucocephala (Scopoli, 1769)                     | Перелётный и зимующий, местами гнездящийся вид. Распространён на заливах Каспия, иногда в долинах рек, на озере Сарыкамыш. В 1930‑е годы на Юго‑Восточном Каспии зимовали стаи из 400—500 особей, а в отдельные годы до 47 тысяч. Со второй половины XX века таких количеств птиц не наблюдалось. В 1998—2004 годах на осеннем пролёте в среднем отмечалось 485 птиц, а на зимовке — 207 птиц. Основные лимитирующие факторы: исчезновение мест обитания. | III (VU)                                      | Вымирающий вид                     | [ 15 ] [ 16 ] |
| Отряд Курообразные (Galliformes)             |                                                               | |                                               |                                    |               |
| Семейство Фазановые (Phasianidae)            |                                                               | |                                               |                                    |               |
|                                              | Каспийский улар Tetraogallus caspius (Gmelin, 1784)           | Оседлый вид. Ареал включает Центральный Копетдаг (между Хейрабадом и Ховданом, Тагарев, Душакэрекдаг, Чопандаг) и Юго‑Западный Копетдаг (ущелье Айыдере, река Сумбар, близ села Куруждей, верховья реки Чендир). Населяет глубокие ущелья на отвесных скалах и крутых склонах. Весной 1983, 1984 и 1986 годов зарегистрировано по 50 особей. До 1990‑х годов в Копетдагском заповеднике зарегистрировано 120 пар. В 2000 году на Душакэрекдаге, Чопандаге, Тагареве зарегистрировано 200 особей с птенцами. Основные лимитирующие факторы: заморозки и обильные снегопады поздней весной, беспокойство гнездящихся птиц, гибель от естественных врагов. Охраняется в Копетдагском заповеднике. | II (EN)                                       | Вид вне опасности                  | [ 17 ] [ 18 ] |
|                                              | Турач Francolinus francolinus (Linnaeus, 1766)                | Оседлый вид, населяющий преимущественно западный Копетдаг, низовья рек Атрек, Сумбар и Чендир. Обитает в широких заросших поймах рек, примыкающих к орошаемым полям, садах и виноградниках. В начале 1980‑х годов в низовьях Атрека обитало не более 200 особей, в конце — 250—300 птиц. В 2011 году на территории Сюнт‑Хасардагского заповедника обитало как минимум 20 особей, за его пределами отмечено более 30 птиц, в долинах Сумбара и Чендира — единичные пары с птенцами. Основные лимитирующие факторы: суровые зимы, сенокошение, выжигание тростников и распашка земель. С 1980 года вид успешно разводится в питомнике Сюнт-Хасардагского заповедника. | II (EN)                                       | Вид вне опасности                  | [ 19 ] [ 20 ] |
| Отряд Фламингообразные (Phoenicopteriformes) |                                                               | |                                               |                                    |               |
| Семейство Фламинговые (Phoenicopteridae)     |                                                               | |                                               |                                    |               |
|                                              | Обыкновенный фламинго Phoenicopterus roseus Pallas, 1811      | Перелётный и зимующий, изредка летующий вид. Населяет побережье Каспийского моря, реже — заселяет внутренние водоёмы. Предпочитает мелководные илистые берега морских заливов, топкие территории на озёрах и разливах. Численность колеблется по годам на пролёте и на зимовке. В 1971—2001 годах на туркменском побережье Каспийского моря зимовало в среднем до 7,4 тысяч, в 2007—2010 годах — до 3,4 тысяч особей, из них в Туркменбашинском заливе 5,9 и 2,1 тысяч — соответственно. Основные лимитирующие факторы: беспокойство птиц людьми, суровые зимы. | IV                                            | Вид вне опасности                  | [ 21 ] [ 22 ] |
| Отряд Аистообразные (Ciconiiformes)          |                                                               | |                                               |                                    |               |
| Семейство Аистовые (Ciconiidae)              |                                                               | |                                               |                                    |               |
|                                              | Чёрный аист Ciconia nigra (Linnaeus, 1758)                    | Гнездится в Копетдаге, Бадхызе и Койтендаге. На пролёте — долины Амударьи, Мургаба, Атрека, предгорья Копетдага и Койтендага. В 1950‑е годы вид был весьма редок, численность составляла не более 3 гнездящихся пар. К началу 1990‑х годов в горах увеличилась до 18 (Западный Копетдаг — 3, Центральный — 6, Бадхыз — 6, Койтендаг — 3), а всего насчитывалось 35 пар. В 2008 году в Центральном Копетдаге и Бадхызе вид не гнездился, но встречался на пролёте. Число пролётных особей в долинах средней Амударьи, Каракум-реки и дельте Мургаба составляло до 70 особей. Основные лимитирующие факторы: беспокойство людьми. | III (VU)                                      | Вид вне опасности                  | [ 23 ] [ 24 ] |
| Отряд Пеликанообразные (Pelecaniformes)      |                                                               | |                                               |                                    |               |
| Семейство Ибисовые (Threskiornithidae)       |                                                               | |                                               |                                    |               |
|                                              | Обыкновенная колпица Platalea leucorodia Linnaeus, 1758       | Пролётный, гнездящийся вид. Населяет долины рек, водоёмы Каракум-реки, побережье Каспийского моря, озеро Сарыкамыш, Туркменское озеро «Алтын асыр». До середины XX века вид на весеннем пролёте был обычен. В 1970-80‑е годы численность колпицы сильно сократилась на фоне незначительного увеличения пролётных особей в 1990‑е годы (в крупных стаях насчитывалось до 200 птиц). В последние годы численность низкая, но стабильная. Основные лимитирующие факторы: нарушение мест обитания и гнездования птиц, неконтролируемая охота. Добыча запрещена, охраняется во всех заповедниках и заказниках страны. | IV                                            | Вид вне опасности                  | [ 25 ] [ 26 ] |
| Семейство Пеликановые (Pelecanidae)          |                                                               | |                                               |                                    |               |
|                                              | Кудрявый пеликан Pelecanus crispus Bruch, 1832                | Пролётно‑зимующий, гнездящийся вид. Населяет долины крупных рек, морское побережье. На озере Сарыкамыш в 1970‑е годы насчитывалось до 30 колоний (10—25 гнёзд в каждой), всего около 1000 особей, в 1980‑е — 10 колоний, общей численностью до 2000 особей. В 1988 году зарегистрировано только 100 гнездящихся пар. В 2009 году вид на гнездовье не был обнаружен, но в 2010 году в одной гнездовой колонии было обнаружено 8 пар и 100 особей не гнездящихся птиц, а в апреле 2011 года — соответственно 6 пар и 79 птиц. На весеннем пролёте максимальное количество птиц наблюдается в конце февраля или начале марта. Основные лимитирующие факторы: беспокойство со стороны человека, ухудшение кормовой базы. Охраняется в Хазарском и Амударьинском заповедниках, Келифском и Сарыкамышском заказниках.                                              | II (EN)                                       | Уязвимый вид                       | [ 27 ] [ 28 ] |
|                                              | Розовый пеликан Pelecanus onocrotalus Linnaeus, 1758          | Пролётный, частично гнездящийся и зимующий вид. Озёра Сарыкамыш, Кызылбурун и Солтандаг, Ховузханское и Сарыязынское водохранилища, побережье Каспия. На озере Сарыкамыш в 1985 году гнездилось 36 пар, а в 1986—1987 годах — несколько сотен. В мае 2009 года здесь было 5 колоний с 42 гнёздами. На Каспии никогда не был многочисленным, в Туркменбашинском заливе в ноябре встречался только в 1980, 1982, 1985 и 1987 годах, а затем в 1997—2002 годах, причём, всего 5 раз, в стаях было от 18 до 47 особей. Основные лимитирующие факторы: загрязнение сбросовых озёр пестицидами, изменение их гидрологического режима. Охраняется в Хазарском и Амударьинском заповедниках, Келифском и Сарыкамышском заказниках. | III (VU)                                      | Вид вне опасности                  | [ 29 ] [ 30 ] |
| Отряд Ястребообразные (Accipitriformes)      |                                                               | |                                               |                                    |               |
| Семейство Скопиные (Pandionidae)             |                                                               | |                                               |                                    |               |
|                                              | Скопа Pandion haliaetus Linnaeus, 1758                        | Ареал на территории страны охватывает восточное побережье Каспийского моря, низовья Атрека, долины Амударьи, Мургаба, Теджена, водоёмы Каракум‑реки, Туркменское озеро «Алтын асыр». Гнездование вида на территории Туркменистана не доказано, но вероятно происходит в долинах Атрека, Мургаба и водоёмах Келифского Узбоя. В 1930-40‑е годы вид был обычен на пролёте. С 1967 по 1977 года на юге Туркменистана отмечен только пять раз. В 1990—е годы в небольшом количестве регулярно встречался на водоёмах Каракум‑реки, на прудах Тедженского и Ашхабадского рыбхозов. В настоящее время при миграциях численность вида сохраняется невысокая, но относительно стабильная. Единичные птицы зимуют. Основные лимитирующие факторы: ухудшение и сокращение кормовой базы и мест местообитания. Охраняется на территории всех заповедников и заказников. | III (VU)                                      | Вид вне опасности                  | [ 31 ] [ 32 ] |
| Семейство Ястребиные (Accipitridae)          |                                                               | |                                               |                                    |               |
|                                              | Беркут Aquila chrysaetos (Linnaeus, 1758)                     | Оседлая птица. В Туркменистане встречаются подвиды A. ch. homeyeri Severtzov, 1888 (Копетдаг, Каракум, Устюрт) и А. ch. daphanea Severtzov, 1888 (Койтендаг). Ареал включает побережье Каспия, Большой и Малый Балханы, Устюрт, Зенгибаба, Копетдаг, Бадхыз, Койтендаг, Тарымгая, Каракумы и среднее течение Амударьи. В Репетекском заповеднике отмечена 1 пара, Амударьинском — 2 пары, Сюнт‑Хасардагском — 8 пар, Копетдагском — 2 пары, а за его пределами — 1 пара. В Койтендаге обитает 3-5 пар, на чинках Зенгибаба гнездится 1 пара и Тарымгая — 7 пар. Основные лимитирующие факторы: сокращение кормовой базы, песчаные бури, беспокойство со стороны людей. Охранялся во всех заповедниках и заказниках страны. | IV                                            | Вид вне опасности                  | [ 33 ] [ 34 ] |
|                                              | Большой подорлик Aquila clanga Pallas, 1811                   | Пролётный вид, не исключена зимовка отдельных особей и спорадическое гнездование. Обитает от Каспия до Амударьи. Вид всегда был редок на территории страны, встречался одиночно, иногда по 2 особи. За прошедшее столетие отмечено всего 24 встречи и однажды найдено гнездо. Основные лимитирующие факторы: гибель на линиях электропередачи. | II (EN)                                       | Уязвимый вид                       | [ 35 ] [ 36 ] |
|                                              | Бородач Gypaetus barbatus (Linnaeus, 1758)                    | Оседлая птица. В Туркменистане обитают два подвида: G. b. aureus Hablizl, 1783 и G. b. hemachalanus Hitton, 1838. Населяет Большой и Малый Балханы, Копетдаг, Бадхыз, Карабиль, Койтендаг. Всего в Туркменистане отмечено 15-21 пара птиц. Основные лимитирующие факторы: сокращение кормовой базы, антропогенный фактор. Основные места гнездования вида охраняются в Койтендагском, Бадхызском, Копетдагском и Сюнт-Хасардагском заповедниках и их заказниках. | III (VU)                                      | Вид, близкий к уязвимому положению | [ 37 ] [ 38 ] |
|                                              | Змееяд Circaetus gallicus (Gmelin, 1788)                      | Пролётно‑гнездящаяся птица. В Туркменистане обитает подвид C. g. heptneri Dementiev, 1932. Распространён от Каракумов до горных районов и речных долин страны. В настоящее время в стране отмечено как минимум 37 гнездящихся пар. Основные лимитирующие факторы: сокращение и ухудшение кормовой базы, разорение гнёзд людьми, беспокойство людьми во время гнездования. Основные места гнездования охраняются в заповедниках и заказниках страны. | IV                                            | Вид вне опасности                  | [ 39 ] [ 40 ] |
|                                              | Могильник Aquila heliaca Savigny, 1809                        | Пролётно‑зимующий вид, не исключено спорадическое гнездование. На пролёте встречается повсеместно. Предпочитает речные долины с тугайной растительностью, на пролёте встречается в открытых ландшафтах. Численность крайне низкая. Основные лимитирующие факторы: деградация мест гнездования (тугаёв по долинам рек), гибель птиц на линиях электропередачи. | III (VU)                                      | Уязвимый вид                       | [ 41 ] [ 42 ] |
|                                              | Орлан-долгохвост Haliaeetus leucoryphus (Pallas, 1771)        | Пролетный и зимующий вид, гнездование которого не доказано, хотя известны летние встречи. Встречается на равнинах, побережье Каспия, открытые ландшафты вдоль морского побережья и крупных водоёмов, речные долины, оазисы. Крайне малочисленный вид, в различные года зарегистрированы от 2 до 7 птиц за год. Основные лимитирующие факторы: ухудшение и сокращение кормовой базы и мест обитания. | III (VU)                                      | Уязвимый вид                       | [ 43 ] [ 44 ] |
|                                              | Степной лунь Circus macrourus (Linnaeus, 1766)                | Пролётно‑зимующий вид, возможно спорадически гнездится. Обитает на равнинах страны от низовья Атрека до Амударьи. Птицы предпочитают долины рек, но встречается и в пустынях, зимой — в оазисах. Общее число пролётных птиц составляет не более 300—400 особей. Основные лимитирующие факторы: неконтролируемая охота. | III (VU)                                      | Вид, близкий к уязвимому положению | [ 45 ] [ 46 ] |
|                                              | Степной орёл Aquila nipalensis Hodgson, 1833                  | Пролётный вид, встречающийся на всей территории страны. Основные лимитирующие факторы: гибель на линиях электропередачи. | IV                                            | Вымирающий вид                     | [ 47 ] [ 48 ] |
|                                              | Стервятник Neophron percnopterus (Linnaeus, 1758)             | Пролётная, гнездящаяся и зимующая птица. Населяет низовья Атрека, Кюрендаг, Капланкыр, Большой Балхан, Копетдаг, Койтендаг, Карабиль, Бадхыз. В Койтендаге в гнездовой период численность составляла 27 особей на 600 км маршрута. В Западных и Северо‑Западных Каракумах, на побережье Каспия встречаются единичные птицы. Основные лимитирующие факторы: сокращение кормовой базы, беспокойство во время гнездования со стороны людей. Основные места гнездования вида охраняются в Бадхызском, Копетдагском, Сюнт-Хасардагском и Капланкырском заповедниках. | II (EN)                                       | Вымирающий вид                     | [ 49 ] [ 50 ] |
|                                              | Чёрный гриф Aegypius monachus (Linnaeus, 1766)                | Гнездящийся, частично оседлый вид, но в холодное время года большинство птиц улетают на юг. Обитает в Туркменистане почти повсеместно в горных районах, Западных и Южных Каракумах, Сундукли, в Копетдаге, Бадхызе, Балханах, Койтендаге. В гнездовой период населяет открытые горные склоны (Копетдаг) и Бадхыз и Карабиль, в негнездовой — открытые ландшафты. В середине XX века вид был обычен: насчитывалось всего 125—130 пар, не учитывая Большой Балхан и Кюрендаг. На конец 1990-х в Бадхызе обитало 70-80 пар, Койтендаге — 10 пар, центральном Копетдаге — 15 пар, Сюнт — Хасардаге — 16 пар. В настоящее время на территории страны обитает не более 30-32 пар. Основные лимитирующие факторы: сокращение и ухудшение кормовой базы, беспокойство на гнездовых участках, разорение гнёзд человеком.                                              | III (VU)                                      | Вид, близкий к уязвимому положению | [ 51 ] [ 52 ] |
|                                              | Ястребиный орёл Aquila fasciata Vieillot, 1822                | Оседлый вид. Населяет Копетдаг, Бадхыз и Койтендаг. В середине XX века считался редкой гнездящейся птицей. В 2007—2008 годах в Юго‑Западном Копетдаге отмечено 3 пары, в Центральном с 1983 по 2008 года — 1 птица. Основные лимитирующие факторы: беспокойство людьми в местах своего гнездования. | III (VU)                                      | Вид вне опасности                  | [ 53 ] [ 54 ] |
| Отряд Дрофообразные (Otidiformes)            |                                                               | |                                               |                                    |               |
| Дрофиные (Otididae)                          |                                                               | |                                               |                                    |               |
|                                              | Дрофа Otis tarda (Linnaeus, 1758)                             | Пролётный и зимующий вид. Ещё в конце XIX — начале XX века был обычным на пролёте, а на зимовке даже многочисленным — был широко распространён и встречался на Юго‑Восточном побережье Каспия до долины реки Теджен. В последние годы зимует только в предгорьях Копетдага. В 1940‑е годы численность сильно сократилась и к начала 1950-х пролётные птицы встречались только в низовьях Атрека. В настоящее время вид встречается редко. Основные лимитирующие факторы: беспокойство птиц со стороны людей, освоение целинных земель. Охота запрещена. Отдельные места пролёта и зимовок вида охраняются в Копетдагском и Хазарском заповедниках. | I (CR)                                        | Уязвимый вид                       | [ 55 ] [ 56 ] |
|                                              | Дрофа-красотка Chlamydotis undulata (Jacquin, 1784)           | Гнездящийся, пролётный, зимующий вид. В Туркменистане распространён подвид Ch. u. macqueenii Gray, 1832, населяющий Каракумы и прикаспийские пустыни, до долины реки Атрек, подгорной равнины Копетдага и Бадхыза. В 1975—1978 годах в Теджено-Мургабском междуречье отмечено 54 птицы, в Меане‑Чаченском заказнике в 1980 году учтено 1400 птиц, в 1990-е годы — здесь гнездилось около 80 пар. С 2002 году между Зенгибаба-Карашор учтено 15-20 птиц. Основные лимитирующие факторы: перевыпас скота, освоение целинных земель, наличие естественных врагов. | III (VU)                                      | Уязвимый вид                       | [ 57 ] [ 58 ] |
|                                              | Стрепет Tetrax tetrax (Linnaeus, 1758)                        | В Туркменистане обитает подвид T. t. orientalis Hartert, 1916, распространённый и гнездящийся в Западном и Центральном Копетдаге, но с 1970-х годов гнездовья не обнаружены. На пролёте и зимовке встречается в низовьях крупных рек, на побережье Каспийского моря, подгорной равнине Копетдага, долинах рек Бадхыз и Атрек. В первой половине XX века на гнездовьях был редок, на пролёте обычен (регистрировались стаи по 200—300 особей), однако в 1970-80‑е годы встречался крайне редко. С конца 1990‑х годов численность пролётных и зимующих птиц увеличивается и в настоящее время она является более или менее стабильной. Основные лимитирующие факторы: распашка целинных земель в местах гнездовья, исчезновение или изменение части характерных мест обитания вида, неконтролируемая охота. Охота запрещена. Охраняется в заповедниках.        | IV                                            | Вид, близкий к уязвимому положению | [ 59 ] [ 60 ] |
| Отряд Журавлеобразные (Gruiformes)           |                                                               | |                                               |                                    |               |
| Семейство Пастушковые (Rallidae)             |                                                               | |                                               |                                    |               |
|                                              | Султанка Porphyrio porphyrio (Linnaeus, 1758)                 | Оседлый, местами оседло-кочующий вид. В Туркменистане обитает подвид P. p. seistanicus Zarudny et Haerms, 1911. Населяет побережье Каспия и озёра Низменных Каракумов. Спорадически залетает в долины Кушки, Теджена, Мургаба, и Амударьи. На озёрах Низменных Каракумов численность не превышает 400 особей. В 1980‑е годына лиманах у Эсенгулы насчитывалось 300, а на озёрах в низовьях Атрека — 70-80 особей. Основные лимитирующие факторы: изменение мест обитания, пересыхание водоёмов, размыв островов, продолжительные заморозки в суровые зимы, неконтролируемая охота. | IV                                            | Вид вне опасности                  | [ 61 ] [ 62 ] |
| Семейство Журавлиные (Gruidae)               |                                                               | |                                               |                                    |               |
|                                              | Журавль-красавка Grus virgo (Linnaeus, 1758)                  | Населяет долины Амударьи, Мургаба и Теджена, предгорья Центрального и Восточного Копетдага. Довольно редкая птица. В начале XX века отмечались лишь единичные особи. С конца 1990‑х годов в небольшом количестве встречался на пролетё и в зимнее время. Основные лимитирующие факторы: беспокойство птиц. Пролётные и зимующие птицы охраняются в Бадхызском и Копетдагском заповедниках, Келифском заказнике. | IV                                            | Вид вне опасности                  | [ 63 ] [ 64 ] |
|                                              | Стерх Grus leucogeranus Pallas, 1773                          | Спорадически на пролёте встречается в долинах Атрека, Теджена, Мургаба, Амударьи, предгорьях Копетдага. За 125 лет зарегистрировано всего 13 встреч, последние осенью 1997 и 1998 годов. Основные лимитирующие факторы: беспокойство птиц людьми в местах гнездования. | I (CR)                                        | Вид на грани исчезновения          | [ 65 ] [ 66 ] |
| Отряд Ржанкообразные (Charadriiformes)       |                                                               | |                                               |                                    |               |
| Семейство Ржанковые (Charadriidae)           |                                                               | |                                               |                                    |               |
|                                              | Кречётка Vanellus gregarius (Pallas, 1771)                    | Перелётная птица. Вид встречался в Учаджи, в приграничных районах с Каракалпакией, в устье Атрека, Чикишляре, по долине реки Теджен, у Ашхабада, и на берегу Каспийского моря. На пролёте предпочитает увлажнённые равнинные территории и водоёмы. За всё время наблюдений регистрировались только единичные особи. Основной лимитирующий фактор — антропогенный. Охраняется в Хазарском и Амударьинском заповедниках. | I (CR)                                        | Вид на грани исчезновения          | [ 67 ] [ 68 ] |
| Семейство Тиркушковые (Glareolidae)          |                                                               | |                                               |                                    |               |
|                                              | Бегунок Cursorius cursor (Latham, 1787)                       | Пролётно-гнездящийся вид. В Туркменистане обитает подвид C. c. bogolubovi Zarudny, 1886, встречающийся от побережье Каспийского моря вдоль предгорий Копетдага до Бадхыза и Мургаба. Птицы населяют полупустынные участки с редкой растительностью. В 1980‑е годы встречалось до 500—600 птиц, из которых 100—150 пар обитало в Меане-Чаченском заказнике и Бадхызском заповеднике. В настоящее численность вида время низкая, но существует небольшая тенденция к её увеличению. Основные лимитирующие факторы: исчезновение и деградация мест гнездования, фактор беспокойства птиц людьми. Места обитания охраняются на территории Бадхызского заповедника и Меане‑Чаченского заказника. | IV                                            | Вид вне опасности                  | [ 69 ] [ 70 ] |
| Отряд Голубеобразные (Columbiformes)         |                                                               | |                                               |                                    |               |
| Семейство Голубиные (Columbidae)             |                                                               | |                                               |                                    |               |
|                                              | Бурый голубь Columba eversmanni Bonaparte, 1856               | Населяет долины рек Амударья, Мургаб, Теджен и других, горы, равнины. В середине XX века был обычным видом на востоке страны (долины Мургаба, Теджена, Амударьи). Относительно высокая численность сохраняется в долине Амударьи. Основные лимитирующие факторы: уничтожение и деградация тугайных участков, неконтролируемая охота. Места гнездования охраняются в Амударьинском заповеднике. | III (VU)                                      | Вид вне опасности                  | [ 71 ] [ 72 ] |
| Отряд Соколообразные (Falconiformes)         |                                                               | |                                               |                                    |               |
| Семейство Соколиные (Falconidae)             |                                                               | |                                               |                                    |               |
|                                              | Балобан Falco cherrug Gray, JE, 1834                          | В Туркменистане обитают подвиды F. ch. coatsi Dementiev, 1945 и F. ch. cherrug Gray, 1834. Распространён от Койтендага до Копетдага, в Каракумах, Устюрте, Бадхызе. В 1990‑е годы в Бадхызе гнездились не менее 10 пар, несколько гнездящихся пар обнаружено в Каракумах, в Центральном и Западном Копетдаге. Общее число гнездящихся пар в последние годы — около 150. Основные лимитирующие факторы: незаконный отлов, беспокойство птиц во время гнездования. | III (VU)                                      | Вымирающий вид                     | [ 73 ] [ 74 ] |
|                                              | Рыжеголовый сокол Falco pelegrinoides (Temminck, 1829)        | В Туркменистане обитает подвид F. p. babylonicus Sclater, 1861. Населяет Центральный и Западный Копетдаг, Койтендаг, Бадхыз (Кызыл-джар, Гязгядык), низовья реки Сумбар. Встречается в предгорьях, пустынных скалистых и глинистых склонах, средневысотных горах. В 1950‑е годы на территории страны гнездилось несколько десятков пар, в 1980‑е — не более 20 пар, в 1990‑е — 10-12 пар. В настоящее время в Копетдаге, Бадхызе и Койтендаге гнездится не более 20 пар. Основные лимитирующие факторы: беспокойство птиц людьми, разорение гнёзд, отлов птиц. Охраняется в Койтендагском, Копетдагском, Бадхызском и Сюнт-Хасардагском заповедниках. | II (EN)                                       | Вид вне опасности                  | [ 75 ] [ 76 ] |
|                                              | Сапсан Falco peregrinus (Temminck, 1822)                      | В Туркменистане обитают подвиды F. p. calidus Latham, 1790 и F. p. brookei Sharpe, 1873. Населяет Центральный Копетдаг и Койтендаг (гнездится), низовья Атрека, предгорья Копетдага, побережье Каспия, долины рек (пролёт и зимовка). В 1940-50‑е годы в низовьях Атрека и на побережье Каспийского моря был обычен. За последние десятилетия численность сократилась, что отразилось также на состоянии пролётных и зимующих особей. Основные лимитирующие факторы: беспокойство птиц на гнездовании. Места гнездования вида охраняются в Копетдагском и Койтендагском заповедниках; места пролёта и зимовок — в Хазарском заповеднике. | III (VU)                                      | Вид вне опасности                  | [ 77 ] [ 78 ] |
|                                              | Степная пустельга Falco naumanni (Temminck, 1822)             | Гнездящийся, пролётный вид, отдельные особи зимуют. Ареал включает побережье Каспийского моря, низовья Атрека, Капланкыр, долины Амударьи, Койтендаг, Копетдаг, Большой Балхан. В гнездовой период на Койтендаге отмечено 90 особей на 600 км маршрута, всего гнездится не более 10 пар. В Центральном Копетдаге отмечено 10 встреч, на холмах — не более 5 пар. В Юго‑Западном Копетдаге гнездится 25-30 пар. Основные лимитирующие факторы: беспокойство со стороны людей. | III (VU)                                      | Вид вне опасности                  | [ 79 ] [ 80 ] |
| Отряд Воробьинообразные (Passeriformes)      |                                                               | |                                               |                                    |               |
| Семейство Воробьиные (Passeridae)            |                                                               | |                                               |                                    |               |
|                                              | Пустынный воробей Passer simplex (Lichtenstein, 1823)         | В Туркменистане обитает подвид P. s. zarudny Pleske, 1896. Населяет Восточные Каракумы (Репетек, до колодца Ераджи, севернее — район Кабаклы, к юго-востоку до колодца Каракумреки), Заунгузские Каракумы (к северо‑востоку от колодца Дамла) и Центральные Карамумы (колодец Хорхор, Атакую, Серный завод, Ербент, Бокурдок, район колодца Чешме) Каракумы, пески Сундукли, правобережье Амударьи. Гнездится отдельными парами. По данным 1997 года общая численность в Репетекском заповеднике составляла около 60 пар. В песках Сундукли встречаются единичные особи. Основные лимитирующие факторы: разрушение гнёзд, неблагоприятные климатические факторы. Охраняется в Репетекском заповеднике. | III (VU)                                      | Вид вне опасности                  | [ 81 ] [ 82 ] |
| Семейство Монархи (Monarchidae)              |                                                               | |                                               |                                    |               |
|                                              | Райская мухоловка Terpsiphone paradisi (Linnaeus, 1758)       | Пролётно‑гнездящийся вид. Обитает в Койтендаге. Залётная пара зарегистрирована в предгорьях Душакэрекдага 15 мая 1989 года. Общая численность в Койтендаге в 2004 году составляла 33 гнездовых пары, в 2006 году — 44 пары. Основные лимитирующие факторы: беспокойство птиц со стороны людей. Охраняется в Койтендагском заповеднике. | IV                                            | Вид вне опасности                  | [ 83 ] [ 84 ] |
| Семейство Свиристелевые (Bombycillidae)      |                                                               | |                                               |                                    |               |
|                                              | Сорокопутовый свиристель Hypocolius ampelinus Bonaparte, 1850 | Пролётно‑гнездящийся вид. Населяет долину реки Мургаб в окрестностях Тахтабазара и низовьях рек Кушка и Теджен, Довлетабат, долину Кушки, в районе посёлка Серхетчи, в среднем течении реки Теджен. В 1990‑е годы на территории страны зарегистрировано не более 50-60 пар. Основные лимитирующие факторы: освоение земель, выпас скота. | IV                                            | Вид вне опасности                  | [ 85 ] [ 86 ] |